# بيتري هيلين
بيتري هيلين (بالفنلندية: Petri Helin)‏ هو لاعب كرة قدم فنلندي في مركز الدفاع، ولد في 13 ديسمبر 1969 في هلسنكي في فنلندا. شارك مع منتخب فنلندا تحت 21 سنة لكرة القدم ومنتخب فنلندا لكرة القدم. أما مع النوادي، فقد لعب مع دنيزلي سبور وستوكبورت كونتي ونادي جاز ونادي فيبورج ونادي لوتون تاون ونادي هلسنكي.

## وصلات خارجية
- بيتري هيلين على موقع الاتحاد الأوربي (الإنجليزية)
- بيتري هيلين على موقع قاعدة بيانات كرة القدم.إي يو (الإنجليزية)
- بيتري هيلين على موقع ناشيونال فوتبول تيمز (الإنجليزية)
- بيتري هيلين على موقع Soccerbase.com (لاعب) (الإنجليزية)
- بيتري هيلين على موقع عالم كرة القدم.نت (الإنجليزية)